# Sophia Sagonas
Sophia Sagonas (* 18. September 1981; † 27. Mai 2021) war eine deutsche Leichtathletin, die sich auf den Hochsprung spezialisiert hatte und später als Trainerin arbeitete.

## Berufsweg
Nach dem Abitur wechselte Sagonas zum TSV Bayer 04 Leverkusen, wo sie ihr favorisiertes Studium der Sportwissenschaft an der Deutschen Sporthochschule (DSHS Köln) mit dem Leistungssport optimal verbinden konnte. Ihr Studium beendete sie 2007 und arbeitete anschließend hauptberuflich in einem Sport- und Therapiezentrum in Seligenstadt. Als Trainerin begann Sagonas in ihrem Heimatverein und betreute zunächst Kindergruppen. Ab 2009 durfte sie zusammen mit Günter Eisinger den Landeskader der Hochspringer in Hessen betreuen und war zeitgleich auch als Assistenztrainerin für den Bundeskader der weiblichen und männlichen Nachwuchsathleten tätig. Seit 2011 war Sagonas Trainerin des Hochsprung-Landeskaders Hessen sowie seit Oktober 2012 offiziell Bundestrainerin für die männliche U18/U20. Im Alter von 39 Jahren verstarb sie nach langer schwerer Krankheit im Mai 2021.

## Sportliche Karriere
Sophia Sagonas fiel als Achtjährige bei den Bundesjugendspielen durch außergewöhnliche Leistungen auf, wurde gefördert und kam nach einem Talentförderprogramm zur LG Seligenstadt.
1997 übersprang die Schülerin im Januar 1,75 m und wurde Hessenmeisterin.
1998 errang Sagonas Bronze bei den Deutschen Jugendhallenmeisterschaften (U18) und wurde Deutsche Jugendvizemeisterin (U17).
1999 holte sie in der U20-Klasse Bronze bei den Deutschen Jugendhallenmeisterschaften und wurde Deutsche Jugendvizemeisterin. Bei den Erwachsenen erreichte Platz fünf bei den Deutschen Meisterschaften. International siegte sie beim U19-Hallenländerkampf Großbritannien-Polen-Deutschland-Frankreich in Neubrandenburg beim Hochsprung und kam auf den 10. Platz bei den Junioreneuropameisterschaften (U20).
2000 begann für Sagonas erfolgreich. Bei den Aktiven wurde sie Deutsche Hallenvizemeisterin hinter Heike Henkel und eine Woche später Deutsche Jugendhallenmeisterin (U20). Beim Junioren-Hallenländerkampf Großbritannien-Polen-Deutschland-Frankreich in Neubrandenburg siegte sie mit 1,88 m und hatte Platz zwei der Hallenweltbestenliste der Juniorinnen U20 erkämpft. Jeweils den 7. Platz belegte Sagonas bei den Deutsche A-Jugendmeisterschaften (U20) und den Deutschen Meisterschaften. Dies war auch das letzte Jahr, in dem sie beim Weitsprung konkurrierte.
2001 holte Sagonas Bronze bei den Deutschen Hallenmeisterschaften. Gesundheitliche Probleme warfen sie zurück. Sprang Sagonas in der Hallensaison kontinuierlich über 1,80 m, kam sie in der Freiluftsaison nicht über 1,79 m nicht hinaus und konnte keinen Podiumsplatz erreichen. Bei den Deutschen Meisterschaften belegte Sagonas mit 1,75 m den 7. Platz.
2002 kam sie mit 1,80 m bei den Deutschen Hallenmeisterschaften auf den achten Rang und wurde für die DSHS Köln startend Deutsche Hochschulmeisterin.
2003 steigerte Sagonas ihre persönliche Bestleistung bei den Deutschen Hallenmeisterschaften auf 1,92 m und kam damit auf den 4. Platz. Diesen belegte sie auch bei den Deutschen Juniorenmeisterschaften (U23).
2004 nahm Sagonas an keinen Meisterschaften teil und bestritt 2005 keinen Wettkampf.
2006 kam sie bei ihrem Comeback wieder auf einen vierten Platz bei den Deutschen Hallenmeisterschaften und holte, gleichauf mit ihrer Vereinskollegin Ariane Friedrich, Bronze bei den Deutschen Meisterschaften. Sagonas hatte wegen familiärer Probleme ein schwieriges Jahr und war auch von Leverkusen nach Frankfurt gewechselt.
2007 erreichte Sagonas zum dritten Mal Platz 4 bei den Deutschen Hallenmeisterschaften. Bronze holte sie, nun für die Goethe-Universität in Frankfurt am Main. startend, bei den Deutschen Hochschulmeisterschaften und bei den Deutschen Meisterschaften.
2008 beendete Sagonas nach dem Springermeeting in Dessau ihre sportliche Karriere.

## Vereinszugehörigkeiten
Sophia Sagonas war bis 2001 beim LG Seligenstadt/Stammverein TGS Seligenstadt, wo sie als 10-Jährige bei Trainer Christoph Zingler mit dem Hochsprung begonnen hatte. Seit 2002 startete sie für den TSV Bayer 04 Leverkusen und wurde von Hans-Jörg Thomaskamp trainiert. Ab 2006 bis zum Ende ihrer sportlichen Karriere war Sagonas bei der LG Eintracht Frankfurt.

## Ehrungen
- „Sportlerin des Jahres 1998“ der Stadt Seligenstadt[7]
- In der Kategorie Weibliche Jugend A „Leichtathletin des Jahres 1999“ des Kreises Offenbach/Hanau[9]
- „Sportlerin des Jahres 2000“ der TGS Seligenstadt[7]

## Persönliche Bestleistungen
Halle
- Hochsprung: 1,92 m, (Leipzig, 22. Februar 2003)
- Weitsprung: 5,78 m, (Stadtallendorf, 23. Januar 1999)

Freiluft
- Hochsprung: 1,90 m, (Wipperfürth, 14. Juni 2003)
- Weitsprung: 5,84 m, (Rodenbach, 15. Mai 1999)

## Erfolge
national
- 1998: 3. Platz Deutsche Jugendhallenmeisterschaften (U18)
- 1998: Deutsche Jugendvizemeisterin (U17)
- 1999: 3. Platz Deutsche A-Jugendhallenmeisterschaften (U20)
- 1999: 5. Platz Deutsche Meisterschaften
- 1999: Deutsche Jugendvizemeisterin (U20)
- 2000: Deutsche Hallenvizemeisterin
- 2000: Deutsche Jugendhallenmeisterin (U20)
- 2000: 7. Platz Deutsche A-Jugendmeisterschaften (U20)
- 2000: 7. Platz Deutsche Meisterschaften
- 2001: 3. Platz Deutsche Hallenmeisterschaften
- 2001: 7. Platz Deutsche Meisterschaften
- 2002: 8. Platz Deutsche Hallenmeisterschaften
- 2002: Deutsche Hochschulmeisterin
- 2003: 4. Platz Deutsche Hallenmeisterschaften
- 2003: 4. Platz Deutsche Juniorenmeisterschaften (U23)
- 2006: 4. Platz Deutsche Hallenmeisterschaften
- 2006: 3. Platz Deutsche Meisterschaften
- 2007: 4. Platz Deutsche Hallenmeisterschaften
- 2007: 3. Platz Deutsche Hochschulmeisterschaften
- 2007: 3. Platz Deutsche Meisterschaften

international
- 1999: 1. Platz U19-Hallenländerkampf Großbritannien-Polen-Deutschland-Frankreich (Hochsprung)
- 1999: 10. Platz Junioreneuropameisterschaften (U20)
- 2000: 1. Platz Junioren-Hallenländerkampf Großbritannien-Deutschland-Frankreich (Hochsprung)